# ولي الله رحماني
مولانا سيد محمد ولي بن منة الله رحماني (1943-2021) كان عالمًا هنديًا في الدين الإسلامي والتعليم. والده منة الله رحماني وجده هو الشيخ محمد علي المونجيري. شغل منصب عضو في المجلس التشريعي في ولاية بيهار من 1974 إلى 1996.